# Vertretungsbescheinigung
Eine Vertretungsbescheinigung gibt an, welche natürliche Person(en) für eine juristische Person im Rechtsverkehr vertretungsberechtigt sind.
Notare sind nach § 21 Abs. 1 Nr. 1 Bundesnotarordnung 
nach Registereinsicht berechtigt, eine Vertretungsbescheinigung zu erstellen. Bei juristischen Personen, die nicht in Registern wie dem Vereins- oder Handelsregister erfasst sind, wie Stiftungen und altrechtliche Vereine, stellt die zuständige Aufsichtsbehörde (zum Beispiel die Stiftungsaufsicht) solche Bescheinigungen aus.